# Acritus megaponerae
Acritus megaponerae är en skalbaggsart som beskrevs av Bickhardt in Brauns 1914. Acritus megaponerae ingår i släktet Acritus och familjen stumpbaggar. Inga underarter finns listade i Catalogue of Life.